# Општина Вучитрн
Општина Вучитрн је општина у Косовскомитровачком округу у Србији, која се налази на северном делу АП Косово и Метохија. У општини, по првим резултатима пописа становништва 2011. године, живи 69.881 становник. Према првим резултатима пописа из 2024, које су спровеле привремене институције у Приштини, у општини Вучитрн живи  61.493 становника.

## Географија
Општина Вучитрн налази се у централном делу Косова и Метохије. На северу се граничи са јужном Митровицом, на југу са Приштином и Косовом пољем. Општина се састоји од 67 насеља. Површина општине је 345 km2. Општина Вучитрн се заједно са општинама Лепосавић, Митровица, Србица, Зубин Поток и Звечан припада Косовомитровачком округу.
Највеће насељено место у општини је град Вучитрн, а остала су:
| - Балинце - Бањска - Бенчук - Бечић - Бивољак - Бошљане - Брусник - Букош - Велика Река - Весековце - Виљанце - Врница - Горњи Сврачак - Галица - Главотина - Гојбуља - Горња Дубница | - Горња Судимља - Горње Становце - Граце - Гумниште - Добра Лука - Дољак - Доња Дубница - Доња Судимља - Доње Становце - Доњи Сврачак - Дрваре - Дубовац - Жиливода - Загорје - Језеро - Караче - Коло | - Куновик - Курилово - Луг Дубница - Маврић - Мијалић - Мироче - Невољане - Недаковац - Ново Село Бегово - Ново Село Мађунско - Окраштица - Ошљане - Пантина - Пасома - Пестово - Прилужје | - Ресник - Ропица - Самодрежа - Скочна - Скровна - Слаковце - Слатина - Смрековница - Стровце - Тараџа - Трлабућ - Херцегово - Цецелија - Шалце - Шљивовица - Штитарица |

## Историја
На општинским изборима 1926. у 12 општина вучитрнског (лапског) среза победили су радикали. За поглавара среза вучитрнског 1926. године постављен је Милан К. Николић. Он је убијен од стране качака на путу између вучитрнске железничке станице и вароши вучитрнске. Онда је јуна 1927. срески начелник постао Мирко Ст. Ивковић. За народног посланика у Народној скупштини Краљевине Југославије са простора вучитрнског среза на изборима 1931. године изабран је Милан Топаловић, трговац из Вучитрна. На изборима 1938. године за народног посланика из вучитрнског среза изабран је Милош Сретеновић, помоћник Министарства пољопривреде у пензији из Београда.

## Демографија
Према попису из 2011. године општина Вучитрн имала је 69.870 становника, од чега је 66.840 Албанаца, 384 Срба, 287 Турака, 143 Ашкалија, 68 Рома, 33 Бошњака, три Горанца и балканска Египћана. На попису се 69.359 особа изјаснило као муслимани, 15 као католици и 386 као православци, а шест особа се изјаснило као нерелигиозни.
| Попис | 1948   | 1953   | 1961   | 1971   | 1981   | 1991   | 2011   |
| ----- | ------ | ------ | ------ | ------ | ------ | ------ | ------ |
| Број  | 30.069 | 34.029 | 39.779 | 50.724 | 65.512 | 80.664 | 69.870 |

| Етничка група | Албанци | Срби | Бошњаци | Роми | Ашкалије | Балкански Египћани | Горанци | Остало | Непознато |
| ------------- | ------- | ---- | ------- | ---- | -------- | ------------------ | ------- | ------ | --------- |
| Број          | 66.840  | 287  | 33      | 68   | 143      | 1                  | 3       | 50     | 17        |

| Религија | муслимани | православци | римокатолици | атеисти | остало | непознато |
| -------- | --------- | ----------- | ------------ | ------- | ------ | --------- |
| Број     | 69.359    | 386         | 15           | —       | 6      | 45        |